# Strada M14 (Ucraina)
La strada M14 (in ucraino Автошлях M14?, Avtošljach M14) è un'autostrada internazionale ucraina che unisce la città di Odessa alla frontiera russa presso Novoazovs'k.

## Descrizione
L'M14 è uno dei principali corridoi stradali dell'Ucraina, essa infatti corre lungo tutta la costa del mar Nero e del mar d'Azov unendo i porti di Odessa, Mykolaïv e Mariupol'. Oltre la frontiera russa continua come A280 verso la città di Rostov sul Don.
La strada, che forma parte della strada europea E58, unisce le strade europee E95 e E105.